# Бальтазар Карлос, принц Астурійський
Бальтазар Карлос (ісп. Baltasar Carlos de Austria y Borbón; 17 жовтня 1629, Мадрид, Іспанія — 9 жовтня 1646, Сарагоса, Іспанія) — син іспанського короля Філіпа IV та престолонаступник Іспанії, Португалії та інших володінь Іспанських Габсбургів.

## Життєпис
Бальтазар Карлос — єдиний син від шлюбу короля Філіпа IV та Ізабелли Французької. Його охрестили 4 листопада 1629 року в парафії Сан-Хуан у Мадриді. Хрещеними батьками принца стали інфанта Марія Анна та інфант Карлос — тітка та дядько новонародженого відповідно.
Вихователькою принца була графиня Інес де Суньїга і Веласко — головна фрейліна королеви та дружина впливового герцога Гаспара де Гусмана Олівареса.
7 березня 1632 року на церемонії в церкві святого Єроніма принца офіційно представили перед дворянством Кастилії як «наступника Його Величності» та «Принца цих королівств Кастилії та Леону, та інших, що є суб'єктами їхніх Корон, об'єднаних та інкорпорованих».
Після каталонського повстання 1640 року Філіп IV намагався знайти грошей та військо для відкриття нового фронту проти Арагону. Одним із його кроків було намагання проголосити Бальтазара Карлоса кронпринцом Королівства Арагон. Присяга була складена 20 серпня 1645 року в соборі Ла Сео в Сарагосі; Бальтазару Карлосу присвоїли титули принца Жиронського, генерал-губернатора Арагону, герцога Монтбланського, графа Сервера та сеньйора Балагер. 13 листопада того ж року Бальтазара Карлоса також проголосили наступником престолу Валенсійського королівства.
У квітні 1646 року Філіп IV поїхав із сином до Памплони, столиці Наваррського королівства, де 3 травня після визнання привілеїв королівства Бальтазар Карлос на урочистій церемонії був проголошений наступником престолу Наварри.

## Шлюб
Батько Бальтазара Карлоса незабаром розпочав дипломатичні переговори щодо шлюбу сина. Було обрано кандидатуру ерцгерцогині Маріанни Австрійської — дочки імператора Священної Римської імперії Фердинанда III та інфанти Марії Анни (тітки Бальтазара Карлоса); відтак, Маріанна була двоюрідною сестрою принца. Їхні заручини відбулися 1646 року.
Розглядалася також інша кандидатура — принцеса Марія Генрієтта Стюарт, дочка англійського короля Карла I; Бальтазар Карлос та Марія були двоюрідними братом і сестрою за лініями своїх матерів. Однак ця кандидатура була відхилена з релігійних причин (іспанський принц був католиком, а англійська принцеса — протестанткою).
Шлюб Бальтазара Карлоса та Маріанни Австрійської не був укладений через смерть принца.

## Смерть
Після церемонії в Наваррі королівська родина поїхала до Сарагоси. 5 жовтня 1646 року, напередодні другої річниці смерті королеви Ізабелли (пом. 6 жовтня 1644), першої дружини короля та матері Бальтазара Карлоса, вони відвідали вечірню. Того вечора принц почувався зле. Наступного дня, 6 жовтня, король відвідав богослужіння з нагоди другої річниці смерті дружини, тоді як Бальтазар Карлос лежав у ліжку. 9 жовтня о 8 ранку архієпископ Сарагоський провів єлеопомазання принца, а о 9 вечора принц помер. Його тіло перебувало в Сарагосі до ночі 16 жовтня, допоки його поховали в Ескоріалі.
Батько принца, король Філіп IV, був дуже засмучений та занепокоєний смертю сина, відчував біль та відчай, про що писав у листі до сестри та духовної порадниці Марії з Агреди. Династія втратила престолонаступника, що спричинило значну династичну кризу. У зв'язку з цим король вирішив одружитися із колишньою нареченою свого сина — Маріанною Австрійською. У їхньому шлюбі народилося кілька дітей: інфанта Маргарита Терезія, принци Феліпе Просперо та Карлос; останній став у 1665 році королем Карлом II.

## У мистецтві
Портрети принца Бальтазара Карлоса писали іспанські художники Дієго Веласкес, Хуан Батиста Мартінес дель Масо, Дієго де Сааведра Фахардо. Бальтасар Грасіан та Франсіско де Кеведо присвятили принцові свої твори.

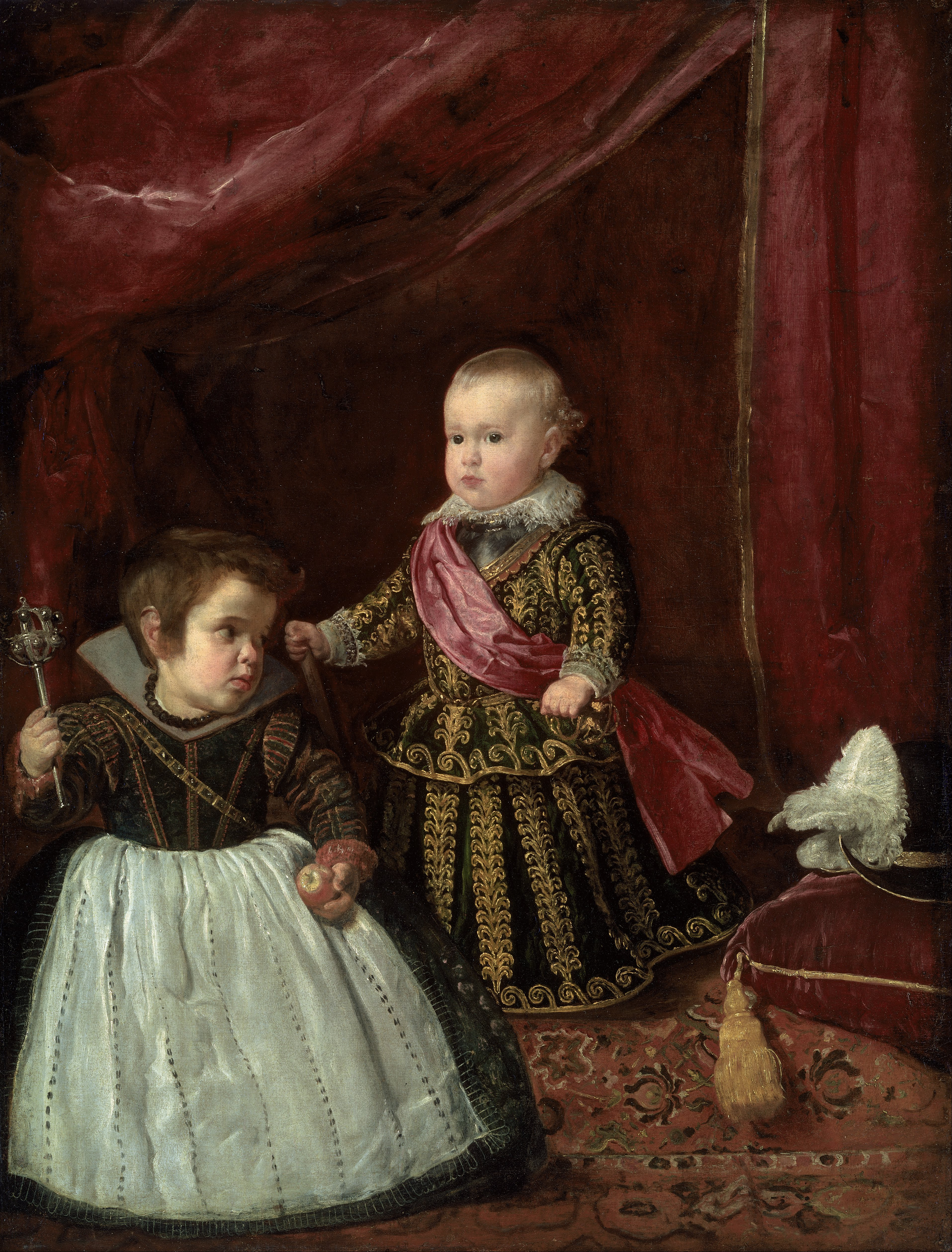
Бальтазар Карлос із придворним карликом. Дієго Веласкес, 1631
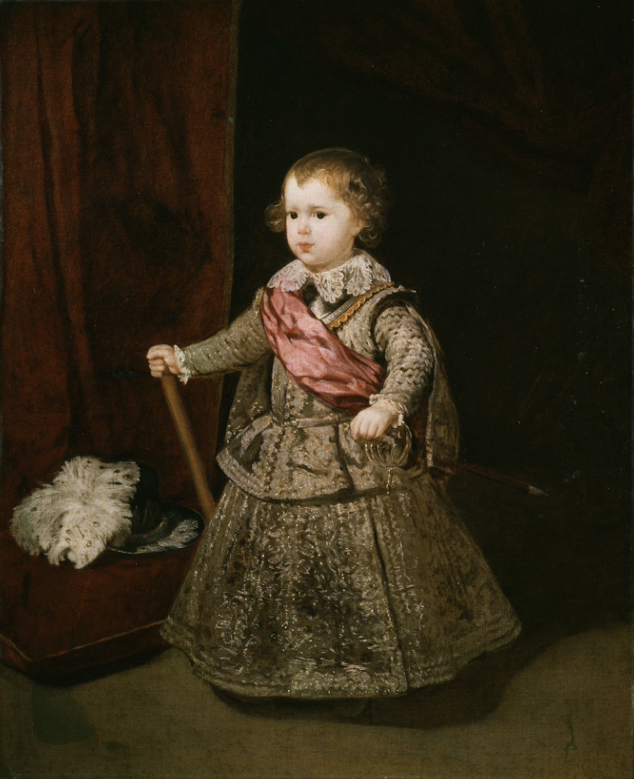
Бальтазар Карлос із мечем, маршальським жезлом та горжетом. Дієго Веласкес, 1633
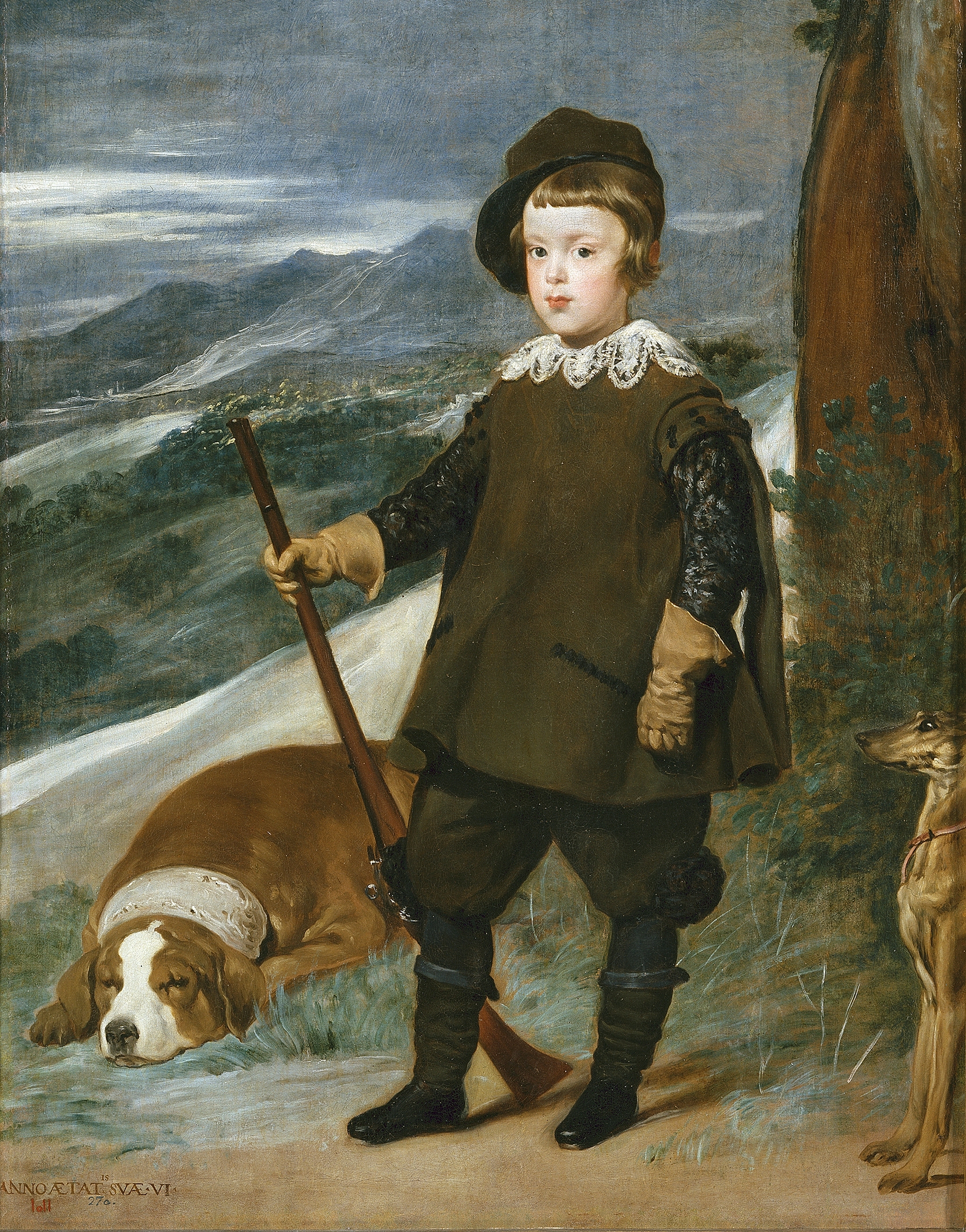
Принц Бальтазар Карлос у мисливському одязі. Веласкес, 1635
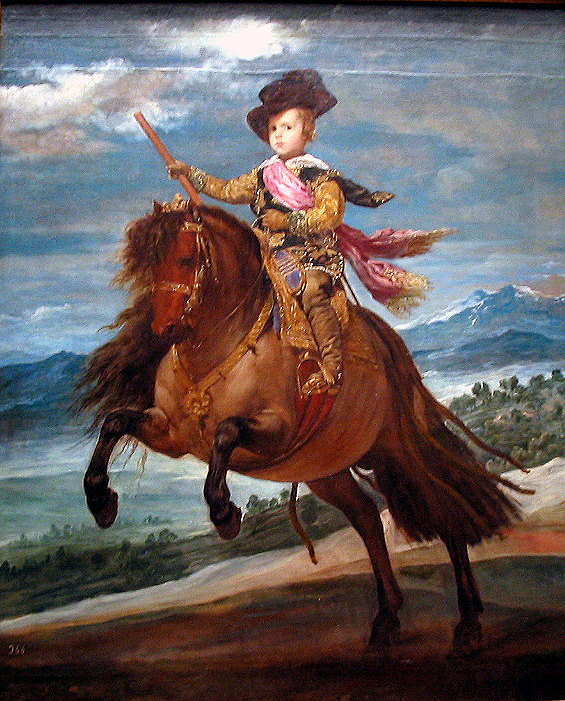
Кінний портрет принца Бальтазара Карлоса. Веласкес, 1635
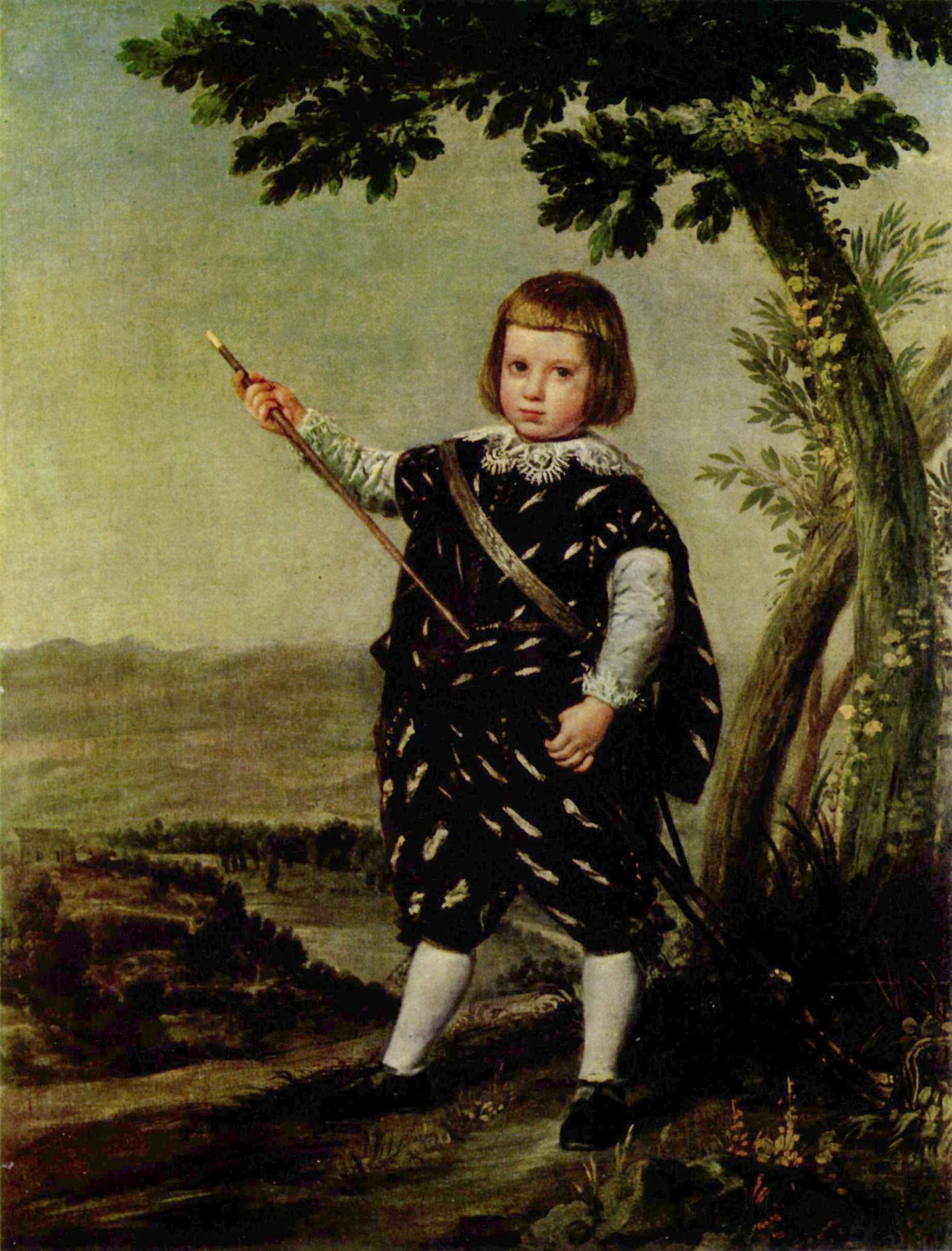
Принц Бальтазар Карлос у мисливському одязі. Мартінес дель Масо, 1635
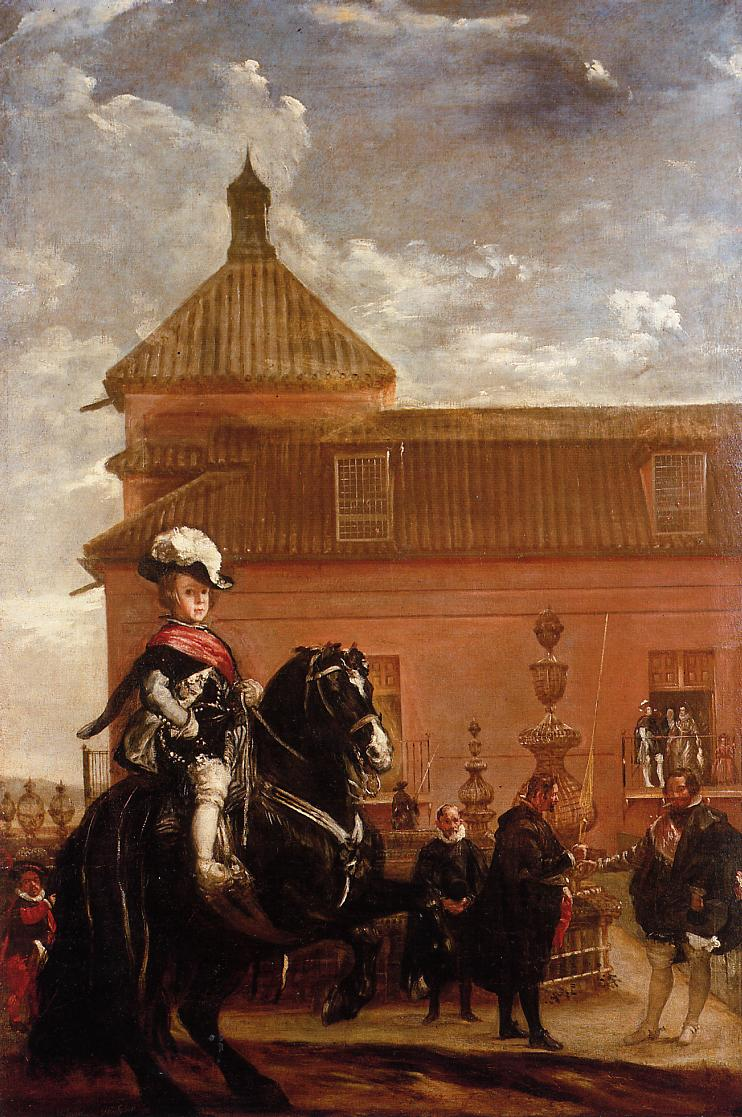
Принц Бальтазар Карлос у школі верхової їзди. Веласкес, 1636
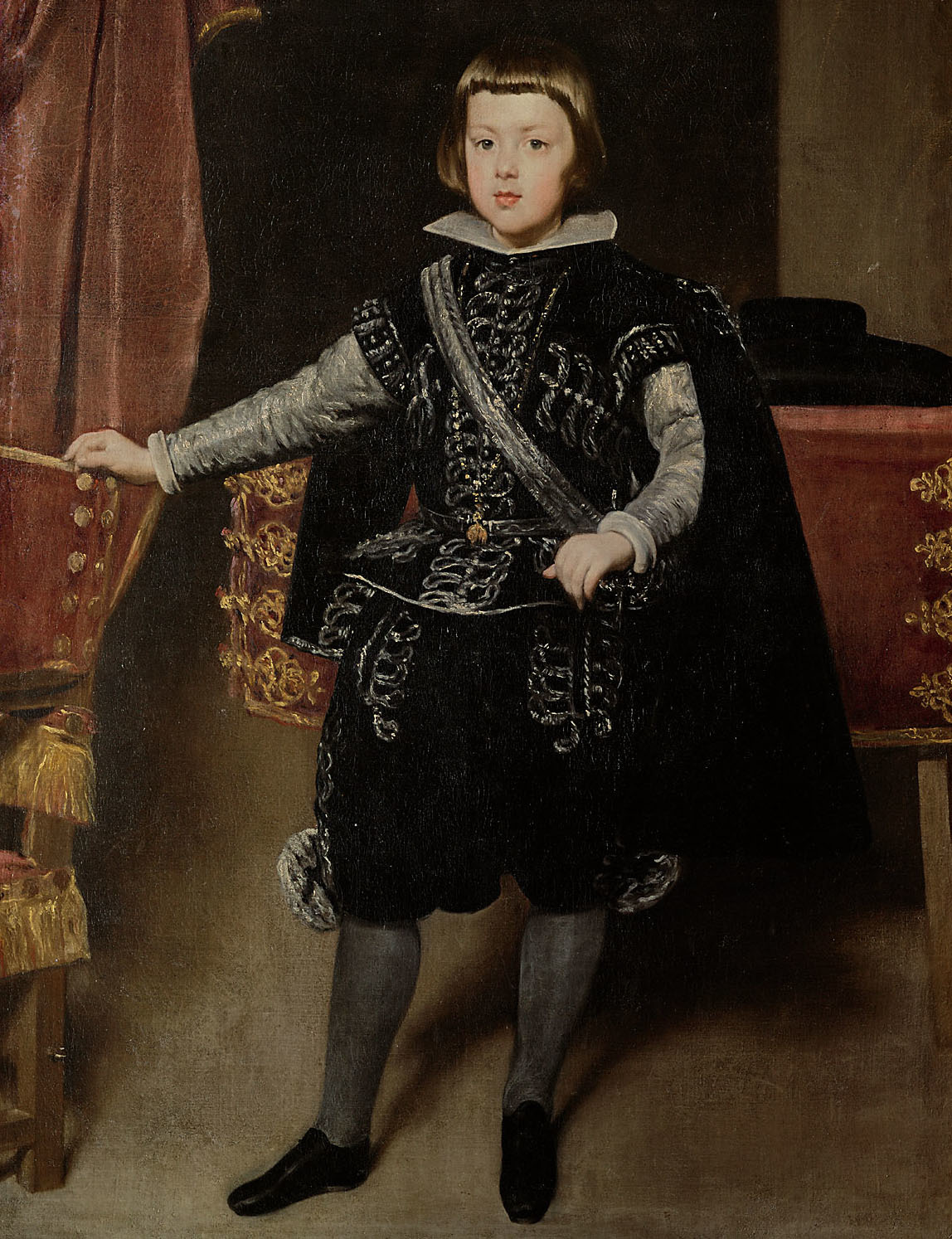
Бальтазар Карлос. Веласкес, 1640